# José Ferraz Caldas
José Ferraz Caldas (Pedralva, 23 de setembro de 1929 - 2 de maio de 1991) foi um advogado, contador, professor e político brasileiro do estado de Minas Gerais.
José Ferraz Caldas foi deputado estadual em Minas Gerais por quatro legislaturas consecutivas, da 8ª à 11ª legislatura.